# Echinopsis atacamensis
Echinopsis atacamensis (укр. Ехінопсис атакамський) — вид кактусів з роду ехінопсис (Echinopsis).

## Етимологія

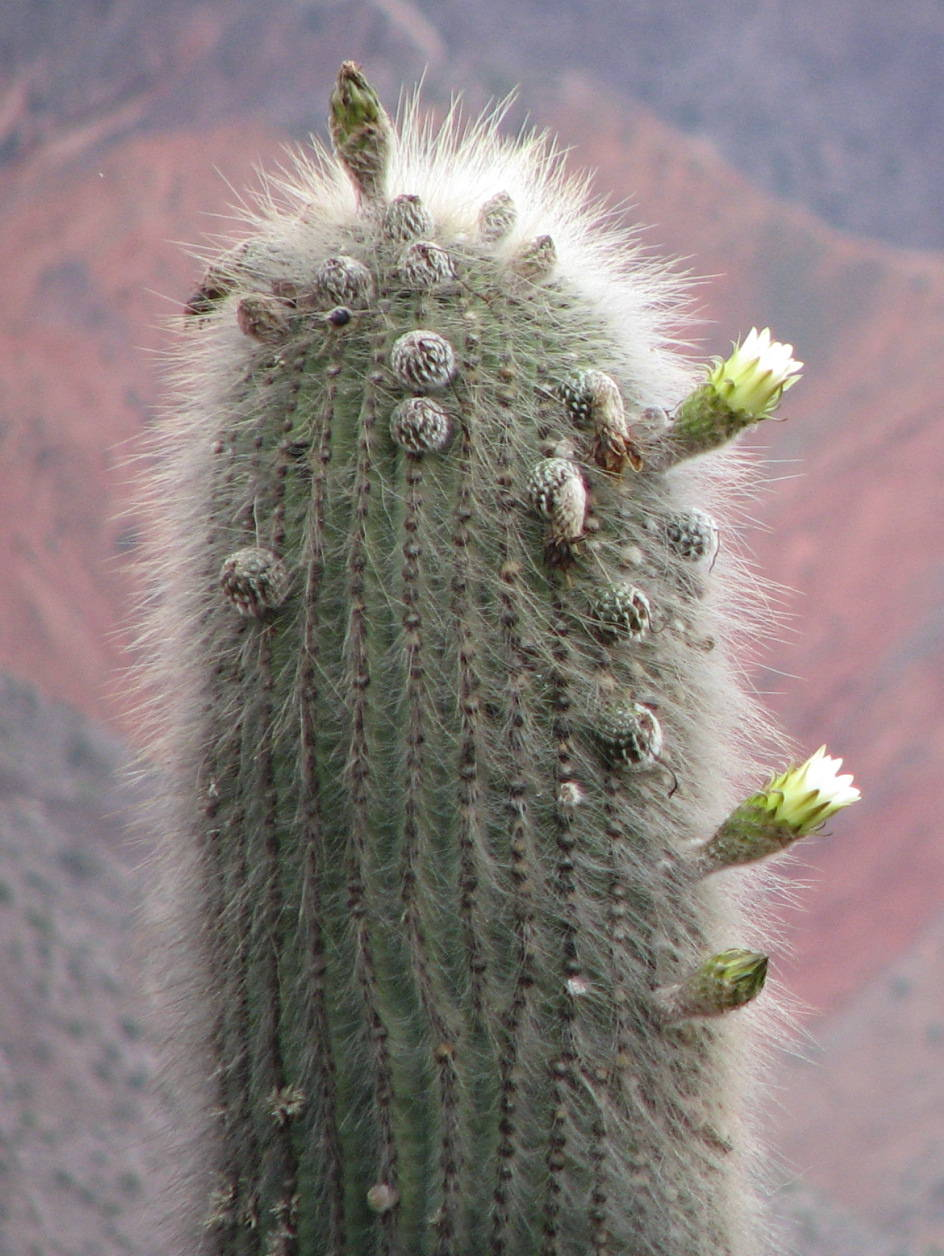
Квітки Echinopsis atacamensis subsp. pasacana

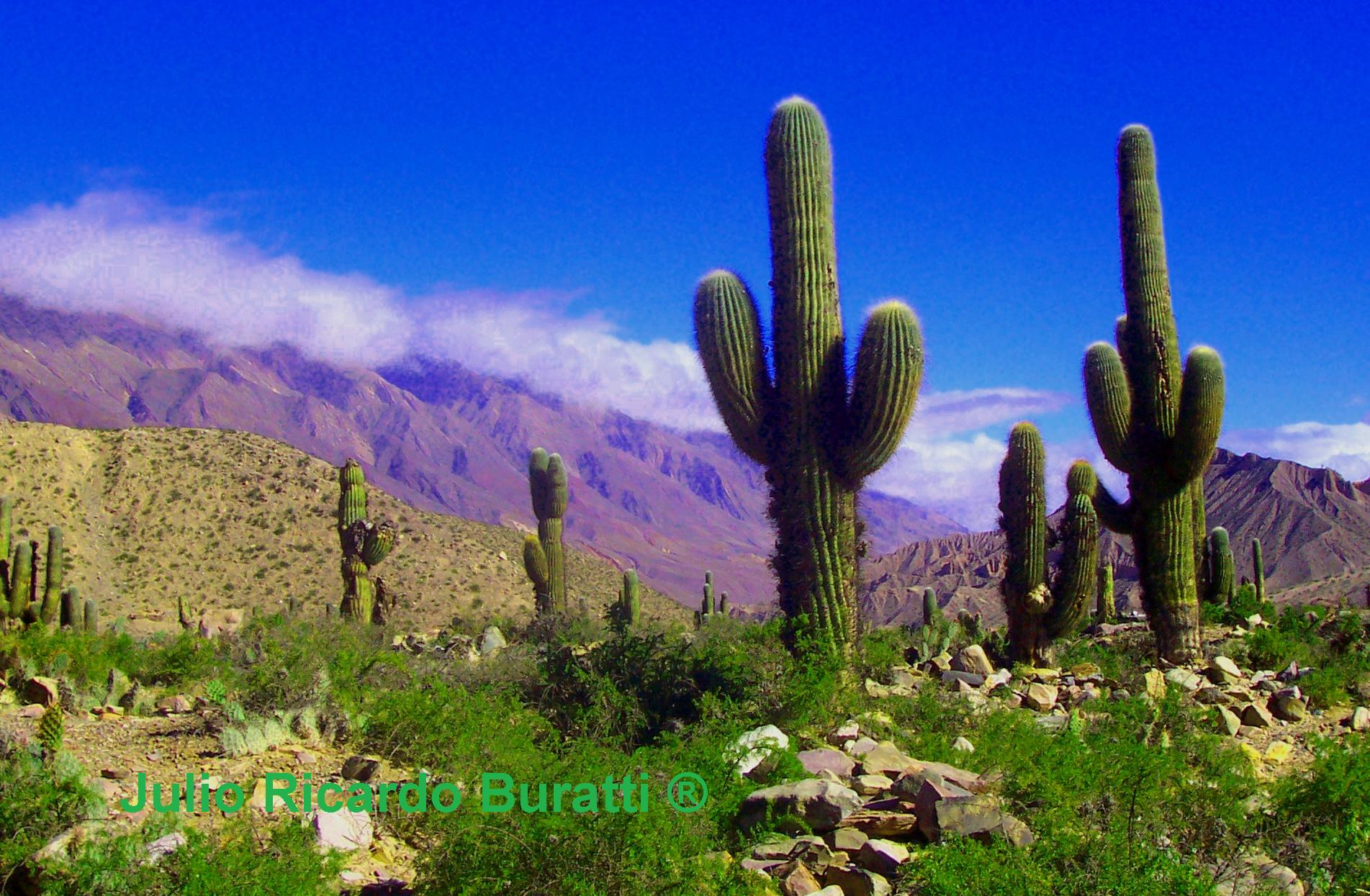
Echinopsis atacamensis в Кебрада-де-Умауака, Аргентина

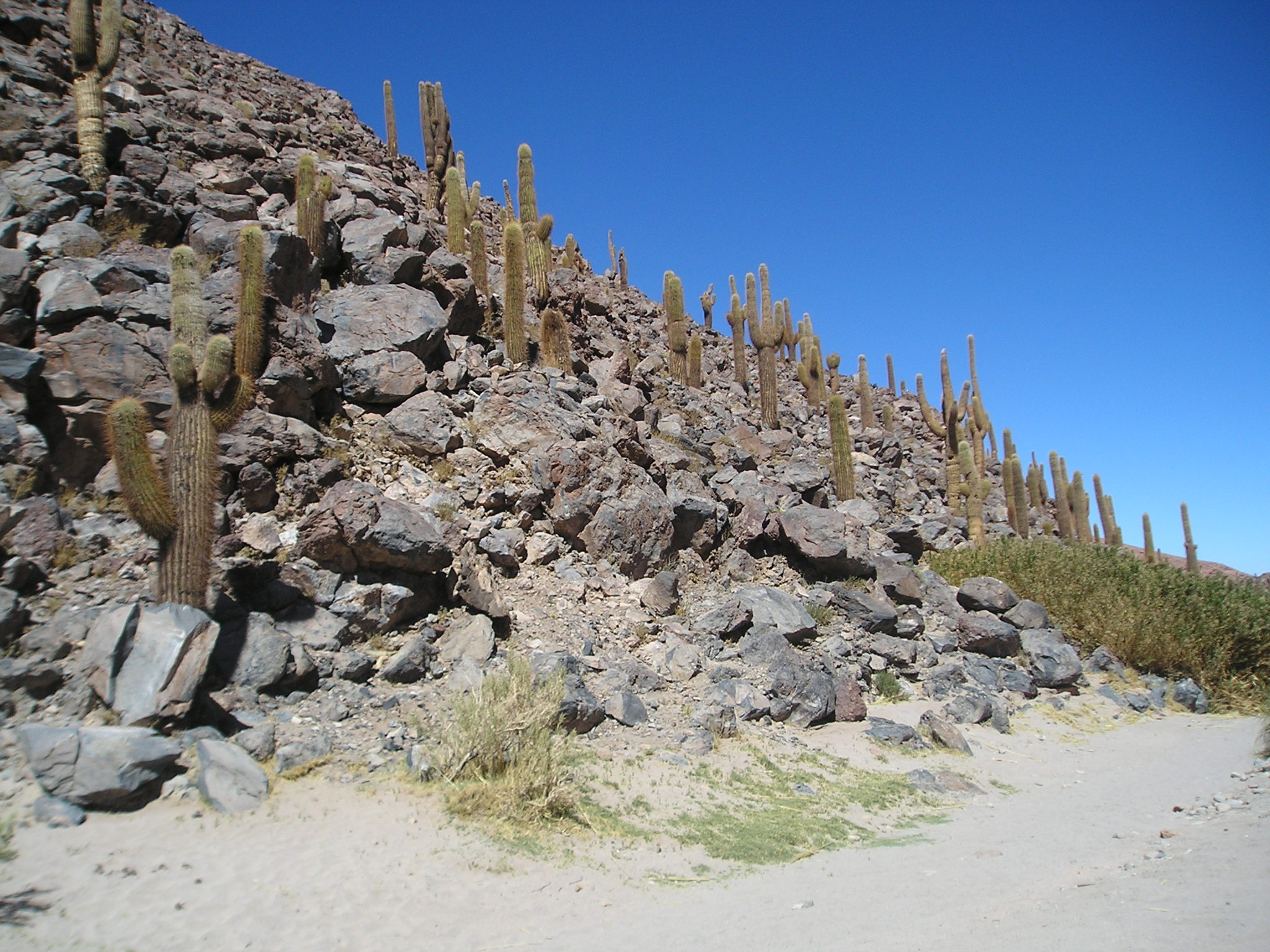
Ліс з Echinopsis atacamensis в каньйоні Guatín поблизу San Pedro e Ataca, Альтіплано, Чилі

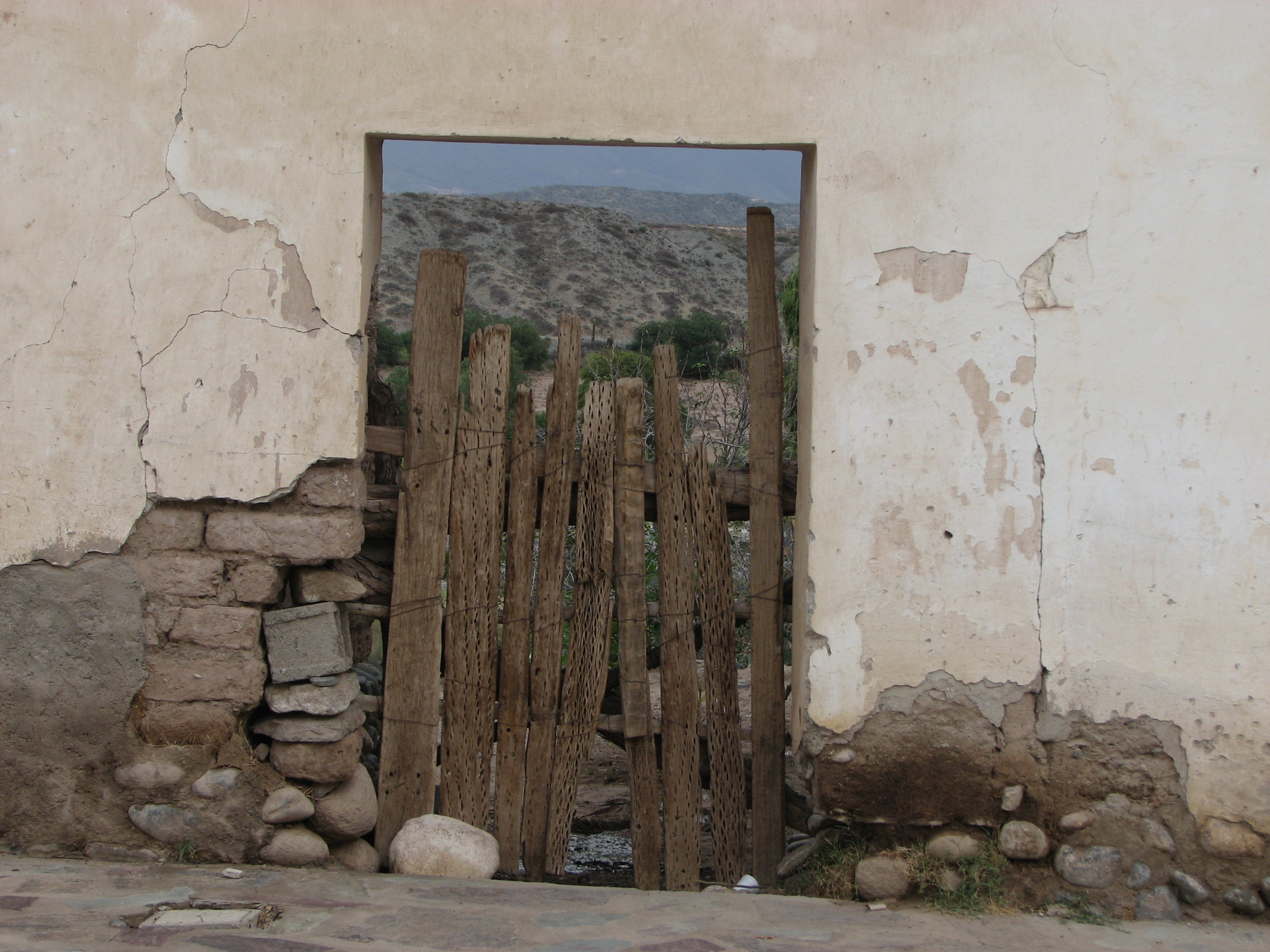
Хвіртка з деревини Echinopsis atacamensis в Качі, провінція Сальта, Аргентина

Видова назва дана за місцем зростання — Атакама, посушливе плато в Південній Америці.

## Загальна біоморфологічна характеристика
Деревоподібна рослина з рідкісними бічними пагонами, через що іноді набуває форми канделябра.
Досягає 10 м заввишки.
Стовбури циліндричні, до 70 см в діаметрі.
Кількість ребер від 20 до 30.
Ареоли великі, круглі, щільні, коричневі.
Кількість колючок на ареолі 50—100, без чіткого розмежування на центральні і радіальні; різні за розміром і досягають 28—30 см завдовжки. Жорсткіші на нижній частині стебел і тонкі і м'які зверху.
Квітки з'являються з боків, білі або трохи рожевуваті, 10—14 см завдовжки. Цвітіння починається вночі і триває 18-40 годин. Пекреважно, запилюються бджолами в ранкові години.
Плоди їстівні, круглої форми, темно-зелені, густо опушені, до 5 см в діаметрі.

## Ареал
Кактуси цього виду ростуть в Аргентині (провінції Катамарка, Жужуй, Ла-Ріоха, Сальта, Тукуман), Болівії, Перу, Чилі (регіони Антофагаста, Тарапака).

## Екологія
Echinopsis atacamensis росте на кам'янистих ґрунтах, на висоті 1700 до 3900 м над рівнем моря.

## Підвиди
Виділено 2 підвиди Echinopsis atacamensis:
- Echinopsis atacamensis subsp. atacamensis — зазвичай негілястий, досягає 6 метрів заввишики, росте в Чилі.
- Echinopsis atacamensis subsp. pasacana — часто галузиться, досягає висоти 10 м і більше, поширений в Аргентині і Болівії. Його деревина здавна використовується для виготовлення «заклинателів дощу» (перуанський народний музичний інструмент, подібний брязкальцю. Виготовляється з полого висушеного кактусового стовбура, наповненого насінням рослин та іншими дрібними предметами).

## Охорона у природі
Echinopsis atacamensis входить до Червоного списку Міжнародного Союзу Охорони Природи, стан — близький до загрозливого. Вид має досить широкий ареал, але існує, однак, зниження чисельності популяцій через декілька загроз, таких як видобуток для колекцій, а також використання його деревини, шкідники (комахи з ряду рівнокрилих) і зміни у землекористуванні через розширення сільського господарства. Також розмноженню Echinopsis atacamensis перешкоджає рослина Baccharis boliviensis з родини айстрових, що росте поруч. Дослідження показали, що ця рослина виділяє речовини, які гальмують проростання насіння цього кактуса. Одна з речовин, була визначена як ферулова кислота, відома своїм гальмівним впливом на проростання насіння або зростання стебел і коріння.
Цей вид присутній на природоохоронних територіях. Зустрічається в національних парках Де-лос-Кардонес (ісп. de los Cardones) в Аргентині і Альто-Лоа (ісп. Alto Loa) в Чилі.

## Використання
Ехінопсис атакамський використовується як деревний ресурс в Аргентині для меблів, у будівництві і як пальне. Одні з найвідоміших будівель з використанням деревини цього кактуса є церква Сан-Педро-де-Атакама в Чилі, яка датується 1641 роком і церква Пурмамарка в Аргентині (Жужуй), яка датується 1648 роком. У Чилі таке використання відійшло у минуле. Чилійці і аргентинці вживають плоди цього виду (відомі в Аргентині як pasacana) в їжу у свіжому вигляді, але це не становить загрози для кактуса. Колючки використовуються для в'язання тканини з вовни лами. Він також незаконно збирається для колекцій як декоративна рослина.

## Культивування
При поливі варто уникати переливів, важливий хороший дренаж. При вирощуванні на відкритому повітрі потрібно притіняти від прямих сонячних променів у другій половині дня. При утриманні у приміщенні — забезпечити яскраве освітлення і пряме сонце хоча б на деякий час.
Витримує пониження температури до −12 °C.
Розмножується насінням або стебловими живцями.